# Televisionale

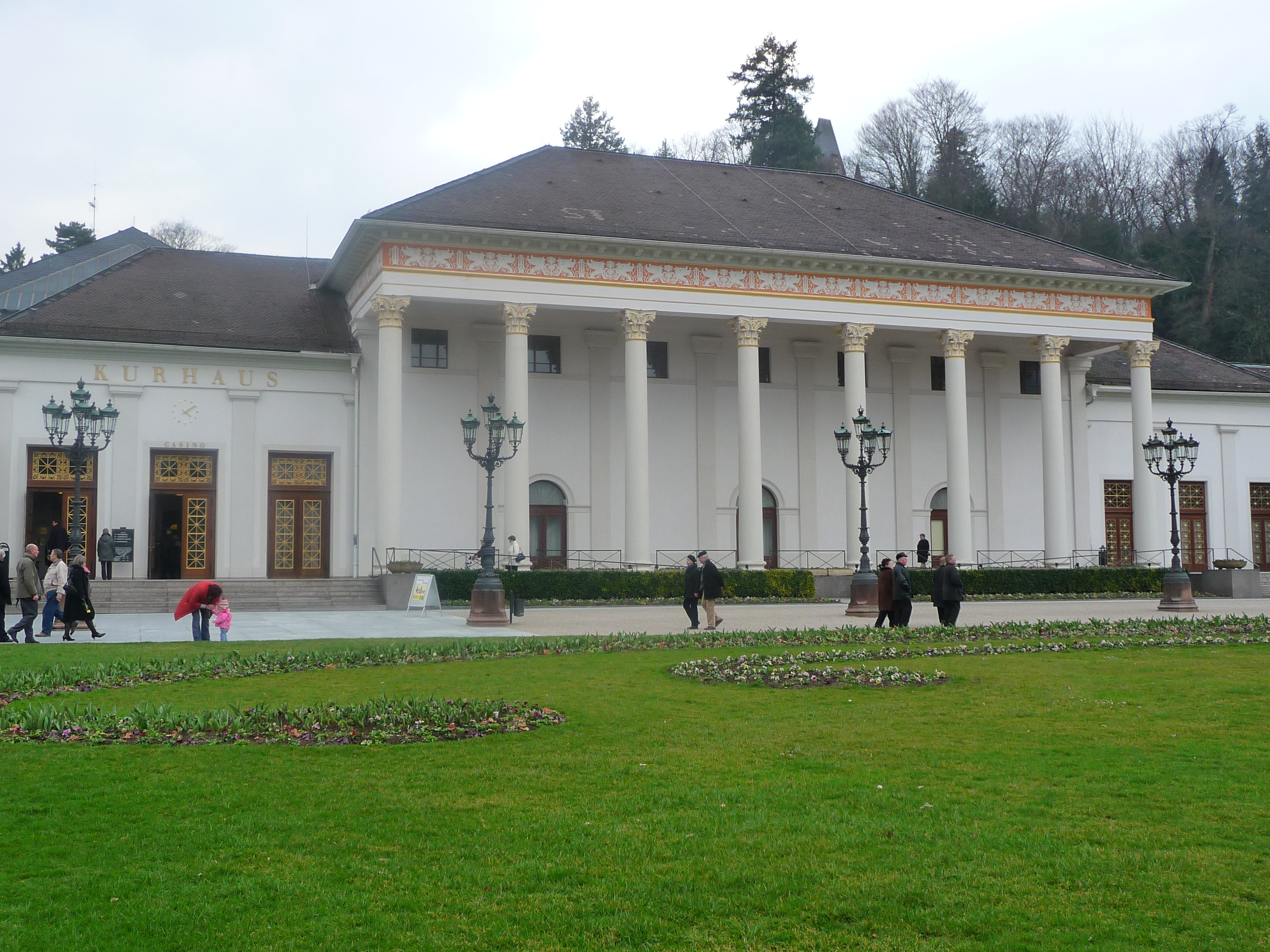
Das Baden-Badener Kurhaus, der Ort der Veranstaltung

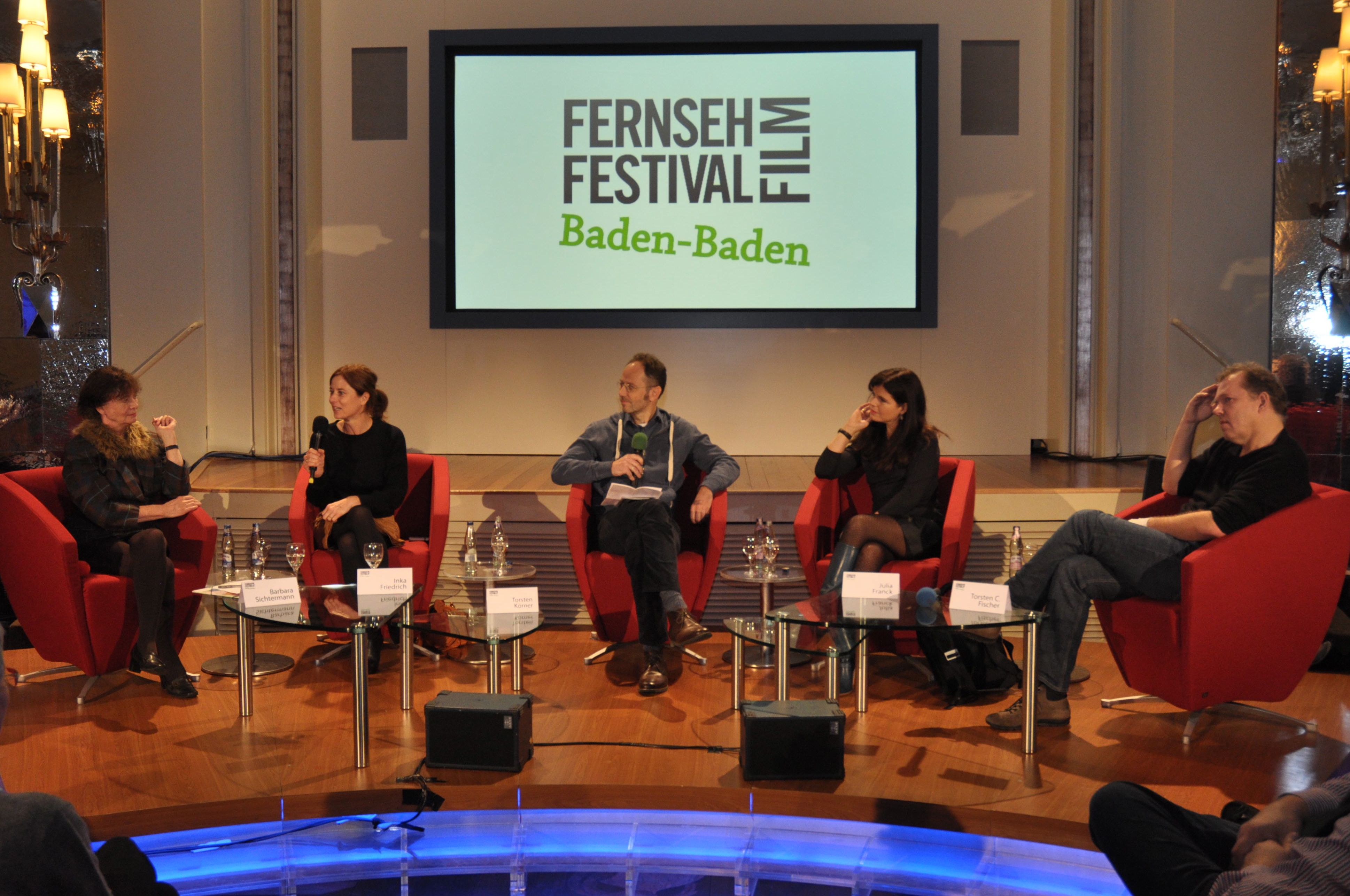
Öffentliche Jurydiskussion beim Festival 2013

Die Televisionale – Film- und Serienfestival Baden-Baden (Eigenschreibweise: TeleVisionale; Name von 2013 bis 2021: FernsehfilmFestival Baden-Baden; von 2000 bis 2012: Fernsehfilm-Festival Baden-Baden; von 1989 bis 1999: Baden-Badener Tage des Fernsehspiels) wird jährlich im November gemeinsam von der Deutschen Akademie der Darstellenden Künste und dem Sender 3sat veranstaltet.
Im Baden-Badener Kurhaus präsentieren deutschsprachige Fernsehsender über vier Tage verteilt aktuelle Fernsehfilme sowie seit 2022 Fernsehserien. Zwölf Filme nehmen am Wettbewerb teil und werden gleich nach der Vorführung von einer Jury diskutiert, die am Ende des Festivals den Fernsehfilmpreis der Deutschen Akademie der Darstellenden Künste vergibt. Einer der zwölf Wettbewerbsteilnehmer erhält den 3satPublikumspreis. Die Jury verleiht weitere undotierte Sonderpreise an Darsteller, Drehbuchautoren und Regisseure. Außerdem wird auf dem Festival der Nachwuchspreis MFG-Star Baden-Baden für das Erstlings- oder Zweitlingswerk eines Nachwuchsregisseurs vergeben sowie (vorläufig bis 2020) der Ehrenpreis der Deutschen Akademie der Darstellenden Künste (ehemals Hans Abich Preis) für besondere Verdienste im Bereich Fernsehfilm. Alle zwei Jahre geht der Rolf-Hans Müller Preis für Filmmusik an einen jungen Filmmusik-Komponisten. Seit 2022 wird der Deutsche Serienpreis verliehen.
Für das Jahr 2025 kündigte das Festival seinen Umzug von Baden-Baden nach Weimar an.

## Geschichte
Seit 1964 verleiht die Deutsche Akademie der Darstellenden Künste einen Fernsehfilmpreis. Die Veranstaltung fand bis 1978 an wechselnden Orten statt und von 1979 bis 1989 im Filmmuseum Frankfurt.
Auf Betreiben von Hans Abich, Gertraud Linz, Hermann und Lore Naber sowie Dietmar N. Schmidt wurde eine feste Bleibe für den Preis gesucht und durch die Beziehungen der Beteiligten zu dieser Stadt in Baden-Baden gefunden. Im November 1989 fanden die ersten Baden-Badener Tage des Fernsehspiels im Kurhaus statt, Veranstalter waren die Akademie, die Stadt Baden-Baden und die Bäder- und Kurverwaltung. Die Vorführung der Fernsehfilme und die Diskussionen der Jury waren ab nun öffentlich, Podiumsdiskussionen und Retrospektiven ergänzten das Festival. 1997 wurde der Sender 3sat Mitträger des Festivals und erstmals wurden die deutschen privaten Fernsehsender einbezogen.
Von 2000 bis 2012 übernahm der Journalist Karl-Otto Saur die Leitung der Veranstaltung, die seitdem den Namen Fernsehfilm-Festival Baden-Baden trug.

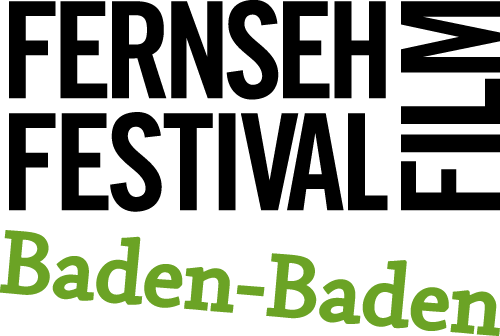
Festival-Logo 2013

Von 2013 bis 2015 war Klaudia Wick Festivalleiterin und prägte die Eigenschreibweise FernsehfilmFestival Baden-Baden. Cathrin Ehrlich übernahm die Festivalleitung im Jahr 2015 bis zur Einberufung des neuen Leitungsteams, Urs Spörri und Daniela Ginten.
Seit 2022 trägt das Festival den Namen TeleVisionale – Film- und Serienfestival Baden-Baden.

## Fernsehfilmpreis der Deutschen Akademie der Darstellenden Künste und Sonderpreise
Der undotierte Fernsehfilmpreis der Deutschen Akademie der Darstellenden Künste ist der Hauptpreis des Fernsehfilm-Festivals Baden-Baden. Die teilnehmenden Fernsehanstalten ARD, ZDF, Arte, Schweizer Fernsehen, ORF, Sat.1 und ProSieben nominieren jeweils einen eigenen Film. Die übrigen Nominierungen werden von den Mitgliedern der Akademie aus eigenen und weiteren Vorschlägen der Sender gewählt. Eine jährlich wechselnde, unter anderem mit Schauspielern und Filmemachern besetzte Jury ermittelt die Preisträger.

### Preisträger

#### 1964–1969
- 1964:
  - Heinar Kipphardt (Autor) und Gerhard Klingenberg (Regie) für In der Sache J. Robert Oppenheimer (ARD/HR)
- 1965:
  - Peter Lilienthal (Regie) für Seraphine oder die wundersame Geschichte der Tante Flo (SFB)
- 1966:
  - Egon Monk (Regie) für Preis der Freiheit (NDR)
  - Besondere Anerkennung für Johannes Schaaf (Regie) für Große Liebe (SFB)
- 1967:
  - Fritz Umgelter (Regie) für Bratkartoffeln inklusive (SDR)
- 1968:
  - Rolf Hädrich (Regie) für Mord in Frankfurt (WDR)
  - Erika Runge (Drehbuch) für Warum ist Frau B. glücklich? (ARD)
- 1969:
  - Rainer Werner Fassbinder (Drehbuch und Regie) für Katzelmacher (BR)

#### 1970–1979
- (1970–1972 keine Preisverleihung)
- 1973:
  - Egon Monk (Gesamtleistung und Regie) für Bauern, Bonzen und Bomben (NDR)
  - Wolfgang Menge (Drehbuch) für Smog (WDR)
  - Wolfgang Kieling für die schauspielerische Leistung in Im Reservat (ZDF)
- 1974:
  - Egon Günther und sein Team für die beste Gesamtleistung für Erziehung vor Verdun (DDR1)
  - Peter Lilienthal (Einzelleistung) für La Victoria (ZDF)
- (1975 keine Preisverleihung)
- 1976:
  - Helma Sanders (Drehbuch und Regie) für Shirins Hochzeit (WDR)
- 1977:
  - Rainer Boldt für Fehlschuss (SFB, ORF)
- 1978:
  - Werner Schroeter für Neapolitanische Geschichten (ZDF)
  - Ingeborg Maria Kretschmer für die schauspielerische Leistung in Amore (WDR)
- 1979:
  - Hellmuth Costard für Der kleine Godard (ZDF)
  - Christina Scholz für die schauspielerische Leistung in Eine Frau mit Verantwortung von Ula Stöckl (ZDF)

#### 1980–1989
- (1980 keine Preisverleihung)
- 1981
  - Gertrud Pinkus für Das höchste Gut einer Frau ist ihr Schweigen (ZDF)
  - Produktionsteam Ernst Klee, Bernd Liebner, Ortrun Schott für Drehbuch, Regie und Bericht für Verspottet (SFB)
- (1982 keine Preisverleihung)
- 1983:
  - Fritz Lehner für Schöne Tage (SFB, ORF, SRG)
  - Sonderpreis für Hans-Rüdiger Minow (Drehbuch), Rainer Boldt (Drehbuch, Regie) und Martin Wiebel (Redaktion) für Im Zeichen des Kreuzes (WDR, SFB)
- 1984:
  - Sohrab Shahid Saless (Koautor und Regie) für Utopia (ZDF)
- 1985:
  - Gert Heidenreich (Drehbuch) und Roland Gall (Regie) für Strafmündig (RB)
  - Klaus Poche (Drehbuch) und Peter Schulze-Rohr (Regie) für Die Platzanweiserin (SWF)
  - Besondere Anerkennung für Sohrab Shahid Saless für Hans – Ein Junge in Deutschland (HR)

- 1986:

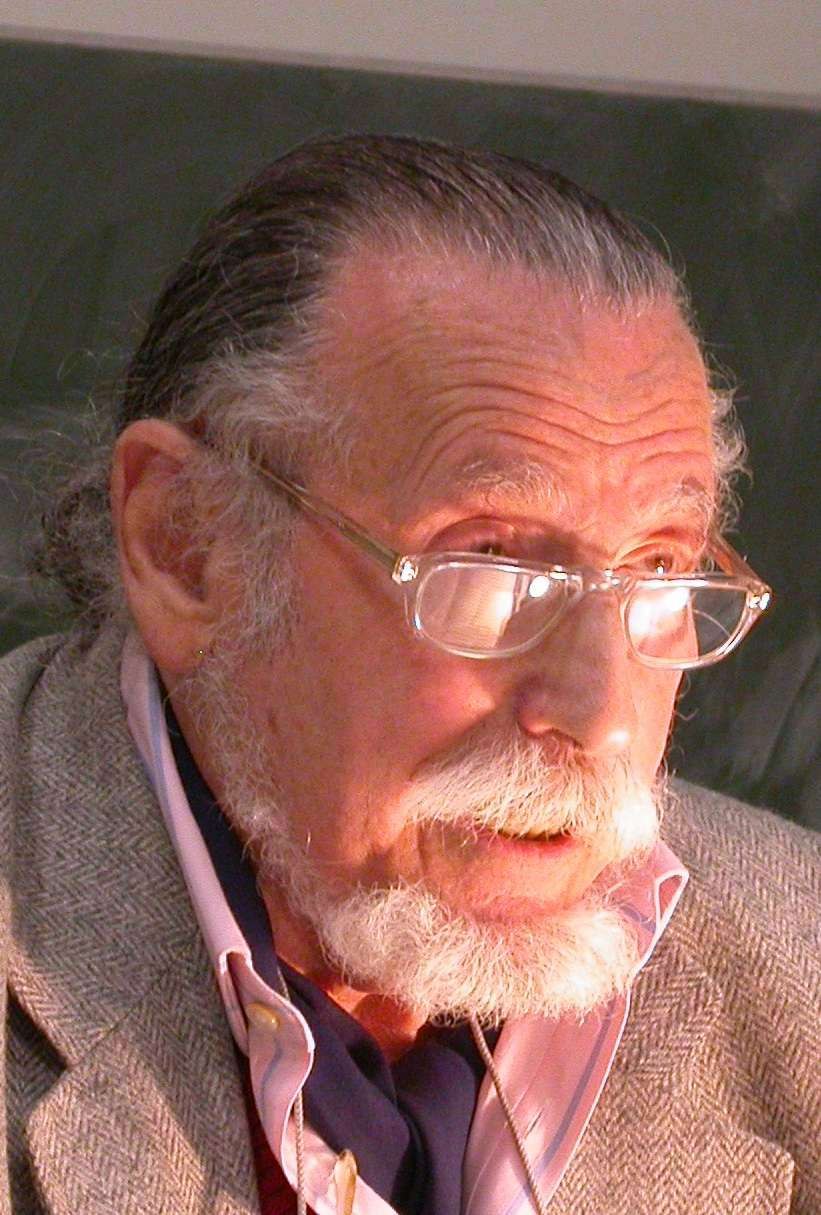
Georg Stefan Troller

  - Georg Stefan Troller (Buch) und Axel Corti (Regie) für die beiden Folgen Santa Fe und Welcome in Vienna des Dreiteilers Wohin und Zurück (ZDF, ORF, SRG)
  - Nikolaus Richter (Drehbuch) und Carlheinz Caspari (Regie) für Der Vater eines Mörders (ZDF)
- 1987:
  - Joseph Zoderer (Drehbuch) und Werner Masten (Drehbuch und Regie) für Die Walsche (ZDF, ORF, SRG)
  - Sonderpreis an Anna Kersting (Drehbuch und Regie) für Löhners Paula (ZDF)
- 1988:
  - Hilde Lermann (Drehbuch und Regie) für Das Winterhaus (ARD/RB)
  - Jan Schütte (Drehbuch und Regie) für Drachenfutter (ZDF)
  - Sonderpreis an die Fernsehspielredaktion des SWF für Chimären – Fiktion und Wirklichkeit
- 1989:
  - Sherry Hormann (Drehbuch) und Dominik Graf (Regie) für Tiger, Löwe, Panther (SDR)
  - Egon Monk (Regie) für Die Bertinis, Folge 5 (ZDF)
  - Michael Klier (Drehbuch und Regie) für Überall ist es besser, wo wir nicht sind (ZDF)

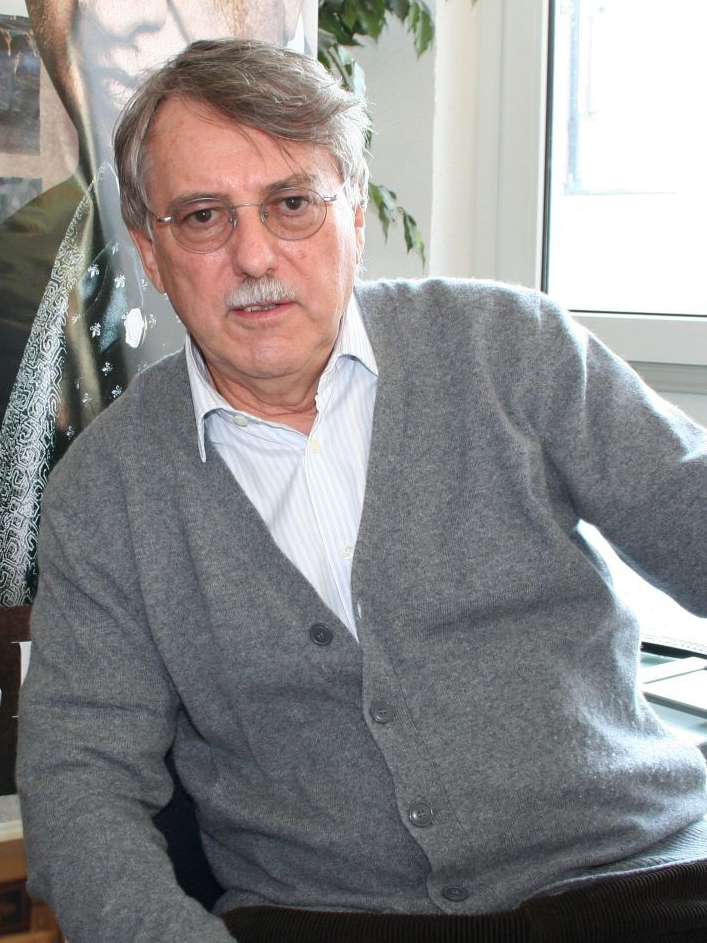
Heinrich Breloer

#### 1990–1999
- 1990:
  - Heinrich Breloer für Die Staatskanzlei (ARD/WDR)
  - Ecki Ziedrich für Singles (ZDF)
  - Sonderpreis an Karin Brandauer für Sidonie (ORF) und an Franta (SWF)
- 1991:
  - Wolfgang Menge (Drehbuch) und Frank Beyer (Regie) für Ende der Unschuld (WDR)
  - Ulrich Plenzdorf (Drehbuch) und Christian Steinke (Regie) für Hüpf, Häschen hüpf (DFF)
  - Sonderpreis an Barbara Auer für Das Lächeln der Maca Daracs (ZDF, ORF)
- 1992:
  - Max Färberböck (Buch und Regie) für Schlafende Hunde (ZDF)
  - Sonderpreis für Darstellung an Traugott Buhre in Gütt – ein Journalist (NDR)
  - Sonderpreis Kamera an Kay Gauditz für Fremde, liebe Fremde (BR)
  - Sonderpreis Regie an Claus-Michael Rohne für Unter Kollegen (NDR, SWF)

- 1993:

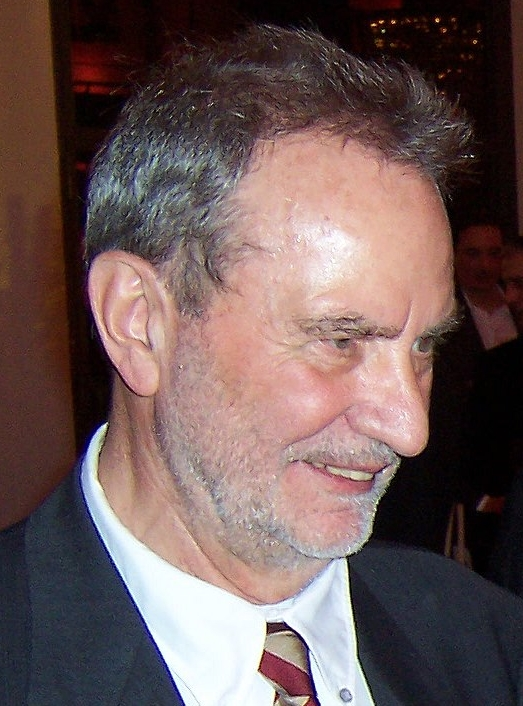
Edgar Reitz

  - Norbert Kückelmann (Buch und Regie) für Abgetrieben (ZDF)
  - Sonderpreis für Drehbuch und Recherche an Cordt Schnibben und Horst Königstein für Hamburger Gift (NDR)
  - Sonderpreis Darstellung an Josef Hader in Cappuccino Melange (ZDF, ORF)
  - Besondere Würdigung für Edgar Reitz (Drehbuch und Regie) für Die zweite Heimat (WDR)
- 1994:
  - Michael Haneke (Buch und Regie) für Die Rebellion (ZDF, ORF)
  - Sonderpreis Regie an Bernd Schadewald für Angst (ZDF) und Schicksalsspiel (NDR)
- 1995:
  - Nico Hofmann (Regie) und Norbert Ehry (Drehbuch) für Der große Abgang (SWF)
  - Sonderpreis an Jo Baier (Regie) für Hölleisengretl (ZDF)
  - Sonderpreis für ein herausragendes Erstlingswerk an Mark Schlichter (Buch und Regie) für Ex (ZDF)
- 1996:
  - Max Färberböck (Buch und Regie) für Bella Block: Liebestod (ZDF)
  - Sonderpreis Regie an Matti Geschonneck für Angst hat eine kalte Hand (WDR)
  - Sonderpreis für darstellerische Leistung an Cornelia Froboess in Angst hat eine kalte Hand
  - Sonderpreis für darstellerische Leistung an Christoph Waltz in Du bist nicht allein – Die Roy Black Story (RTL, Premiere)
- 1997:
  - Adolf Winkelmann (Regie) und Matthias Seelig (Drehbuch) für Der letzte Kurier (WDR)
  - Sonderpreis für Darstellung an Sissi Perlinger in Der letzte Kurier
  - Sonderpreis für Darstellung an Leonard Lansink in Nur für eine Nacht (ZDF)
  - Sonderpreis für dokumentarisches Fernsehspiel an Heinrich Breloer
- 1998:
  - Dominik Graf für Der Skorpion (ZDF)
  - Sonderpreis für schauspielerische Leistung an Marek Harloff und Heiner Lauterbach in Der Skorpion

- 1999:

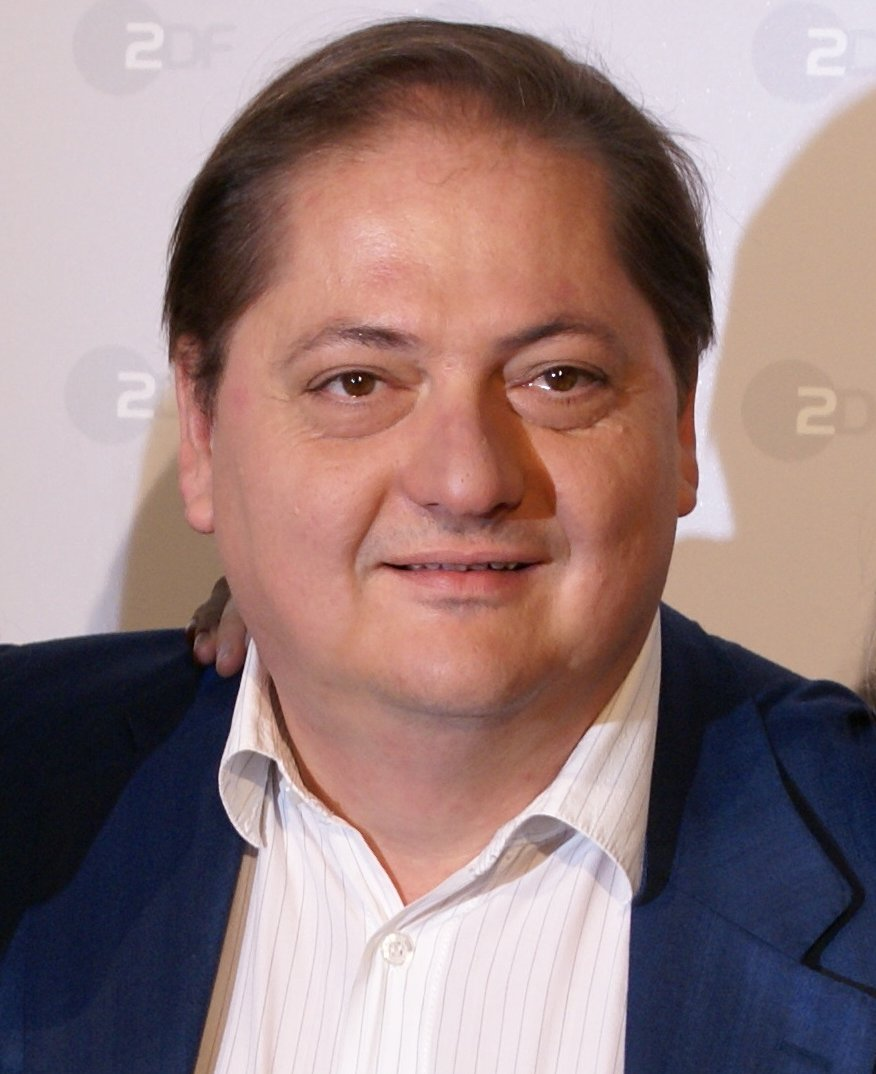
Jürgen Tarrach

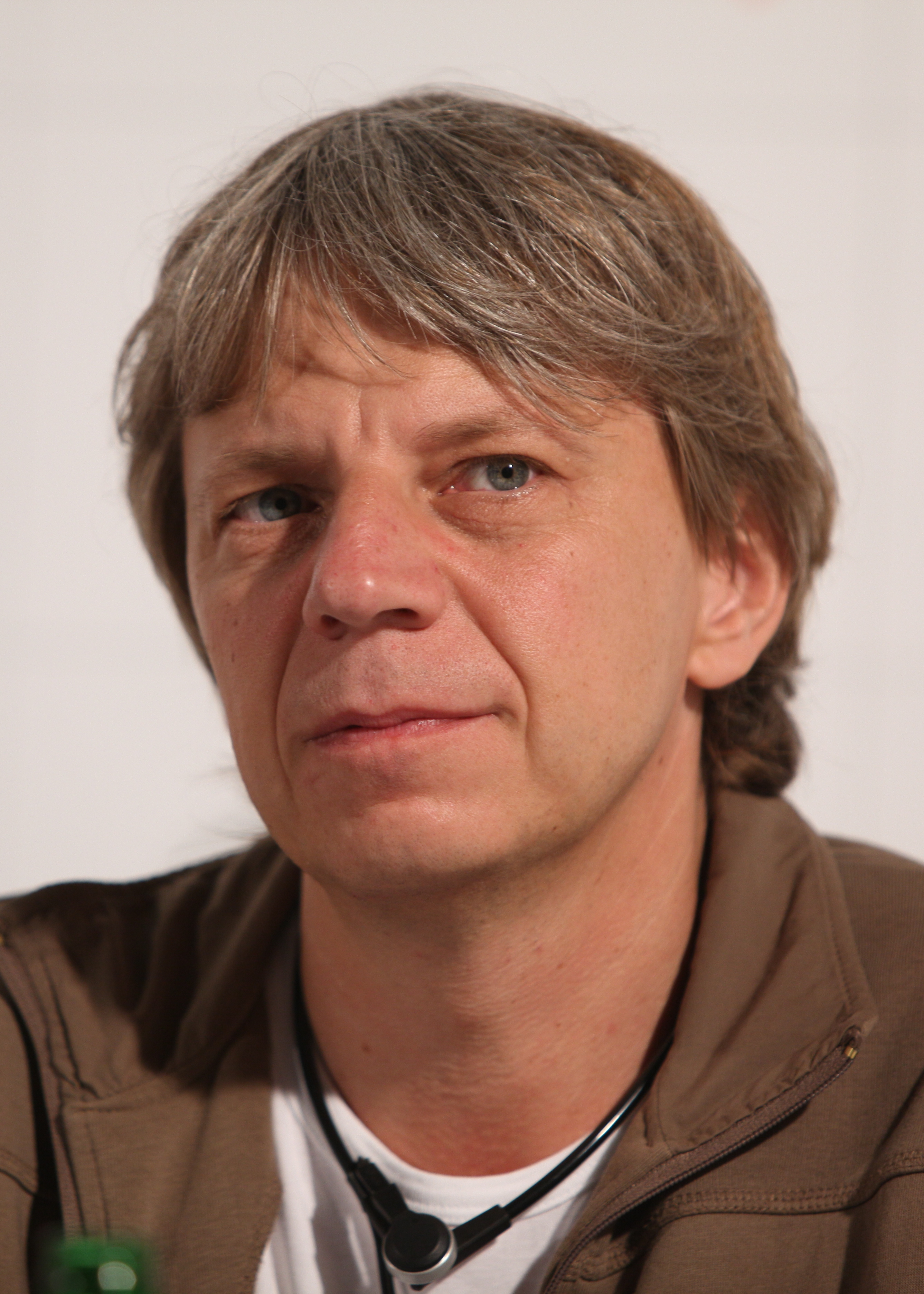
Andreas Dresen

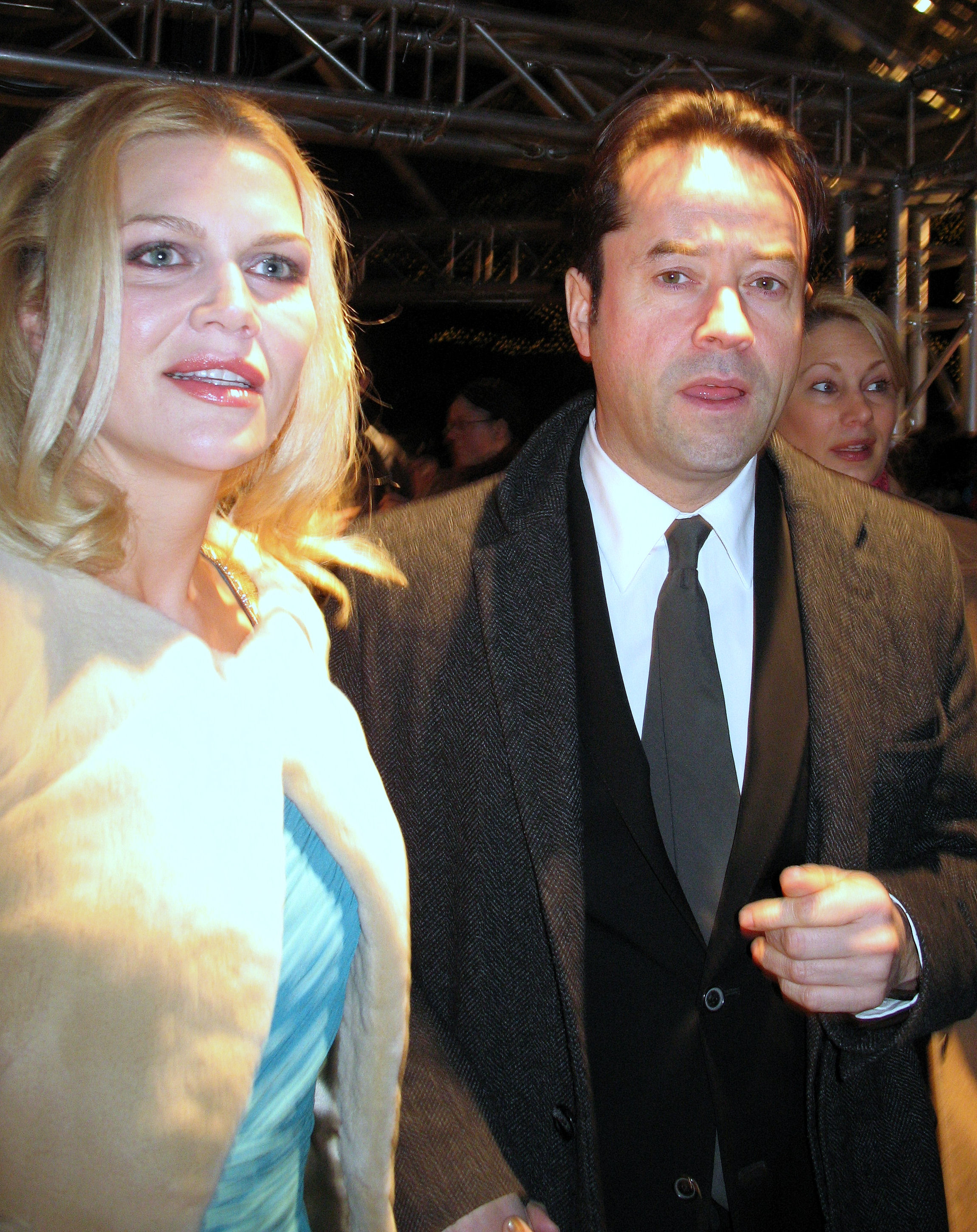
Anna Loos und Jan Josef Liefers

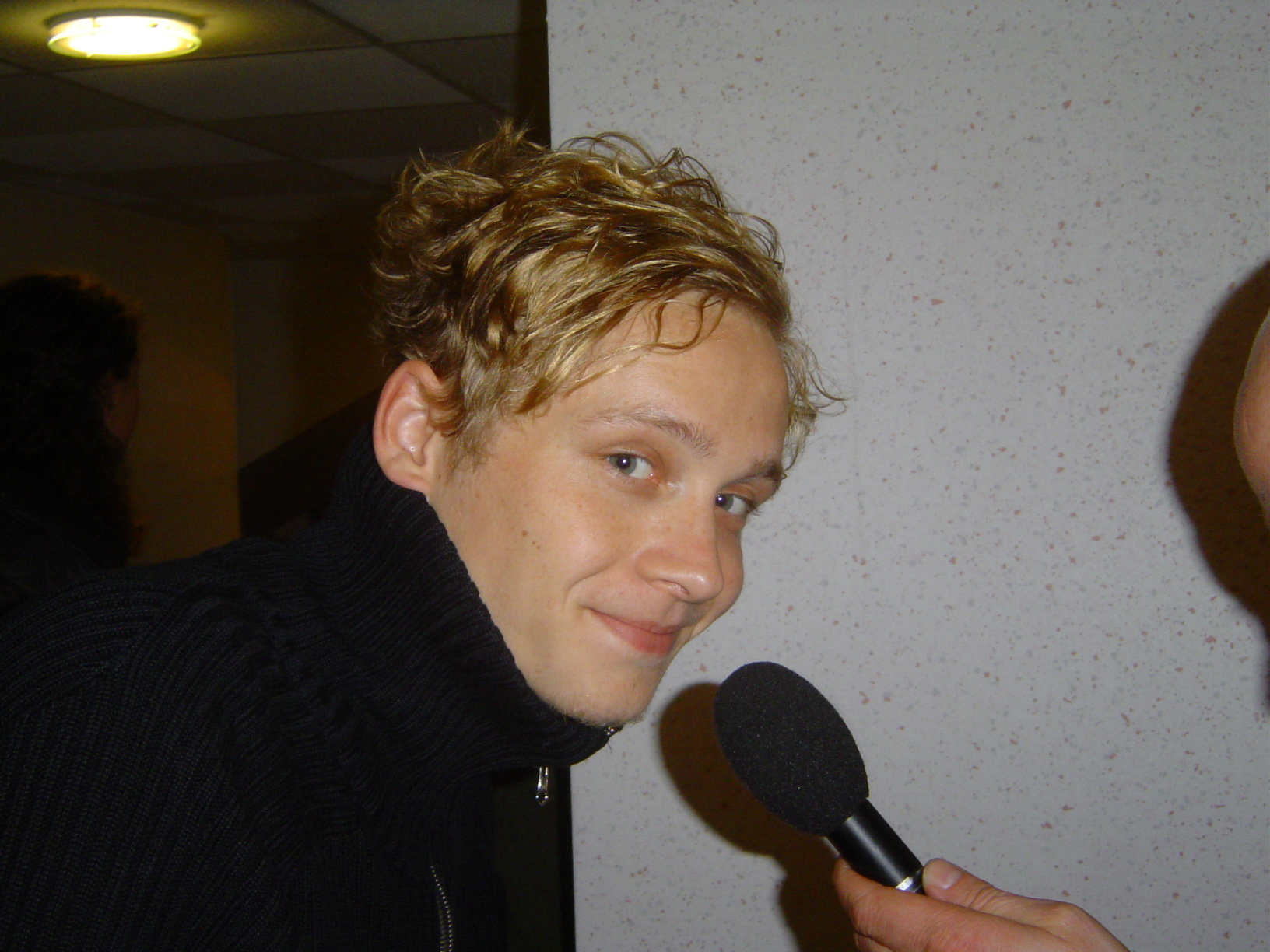
Matthias Schweighöfer

  - Rolf Basedow (Buch) und Dominik Graf (Regie) für Sperling – Sperling und der brennende Arm (ZDF)
  - Sonderpreis an Yüksel Yavuz für Aprilkinder (ZDF)
  - Sonderpreise für darstellerische Leistung an Imogen Kogge in Schande (WDR)
  - Sonderpreise für darstellerische Leistung an Jürgen Tarrach und Oliver Korittke in Die Musterknaben 2 (ZDF)

#### 2000–2006
- 2000:
  - Laila Stieler (Buch) und Andreas Dresen (Regie) für Die Polizistin (ARD)
  - Darstellerpreis an Jan Josef Liefers, Anna Loos und Jan-Gregor Kremp in Halt mich fest! (ZDF, Arte)[10]
- 2001:
  - Max Färberböck (Buch und Regie) für Jenseits (ZDF, Arte)
  - Sonderpreis für herausragende darstellerische Leistung an Martina Gedeck, Sylvester Groth und Katrin Bühring in Romeo (ZDF)
  - Sonderpreis für herausragende darstellerische Leistung an Jürgen Tarrach in Wambo (SAT 1)
- 2002:
  - Christian Petzold (Buch und Regie) für Toter Mann (ZDF, Arte)
  - Sonderpreise für herausragende darstellerische Leistung an:
    - Axel Prahl in Die Hoffnung stirbt zuletzt (NDR)
    - Erwin Steinhauer in Blumen für Polt (Arte, ORF)
    - Tatjana Blacher in Eine außergewöhnliche Affäre (SAT 1)
    - Anneke Kim Sarnau in Die Hoffnung stirbt zuletzt
- 2003:
  - Jo Baier (Buch und Regie) für Schwabenkinder
  - Sonderpreis der Akademie für herausragende darstellerische Leistung an Nicolette Krebitz in So schnell du kannst (ZDF)
  - Sonderpreis der Jury an Stefan Krohmer (Regie), Daniel Nocke (Buch) und Gunnar Fuß (Kamera) für Familienkreise
- 2004:
  - Hotte im Paradies (BR, WDR, Arte)
  - Sonderpreis der Jury für herausragende darstellerische Leistungen an Matthias Schweighöfer für Kalter Frühling (ZDF/Arte, Regie: Dominik Graf) und Baal (ZDFtheaterkanal/Arte, Regie: Uwe Janson)
  - Sonderpreis der Jury für herausragende darstellerische Leistungen an Maria Simon und Esther Zimmering in Kleine Schwester (ZDF, Regie: Sabine Derflinger); Maria Simon auch für Carola Stern – Doppelleben (ARD/BR/WDR/Arte, Regie: Thomas Schadt)
- 2005:
  - Die Nachrichten (ZDF)
  - Sonderpreis der Jury für herausragende darstellerische Leistungen an Hinnerk Schönemann für Der Boxer und die Friseuse (Regie: Hermine Huntgeburth)
  - Sonderpreis der Jury für herausragende darstellerische Leistungen an Nadja Uhl für Mord am Meer (ZDF, Regie: Matti Geschonneck)
- 2006:
  - Meine verrückte türkische Hochzeit (ProSieben)
  - Besondere Auszeichnung für das gesamte Team von Wut (WDR)
  - Sonderpreis für das Drehbuch an Rolf Basedow für Polizeiruf 110: Er sollte tot (BR, Regie: Dominik Graf)
  - Sonderpreise für herausragende darstellerische Leistungen an Erwin Steinhauer, Wolfgang Böck und Andreas Vitásek in Brüder III – Auf dem Jakobsweg (ORF/Arte, Regie Wolfgang Murnberger)

#### 2007
- Hauptpreis: Guten Morgen, Herr Grothe (WDR)
- Sonderpreis für Regie an Dominik Graf für Eine Stadt wird erpresst (ZDF, Arte)
- Sonderpreis für Peer Gynt an den ZDFtheaterkanal vertreten durch Wolfgang Bergmann und Uwe Janson
- Außerdem nominiert:[11]
  - Einsatz in Hamburg – Die letzte Prüfung (ZDF)
  - Muttis Liebling (ORF, BR)
  - An die Grenze (ZDF, Arte)
  - Der Novembermann (WDR, Arte)
  - Zwei Wochen Chef (ProSieben)
  - Ohne einander (ZDF)
  - Polizeiruf 110: Taubers Angst (BR)
  - Liebe und Wahn (SF, SWR)
  - Das letzte Stück Himmel (BR, SWR, WDR, Arte)

#### 2008
- Hauptpreis: 12 heißt: Ich liebe dich (MDR)
- Sonderpreis der Jury für darstellerische Leistung an Ludwig Trepte in Ihr könnt euch niemals sicher sein (WDR)
- Sonderpreis der Jury für Drehbuch an Eva und Volker A. Zahn für Ihr könnt euch niemals sicher sein
- Nominierte Filme:
  - Brennendes Herz (NDR)
  - Tatort: Der glückliche Tod (SWR)
  - Ein starker Abgang (ZDF, Arte)
  - Das Wunder von Berlin (ZDF)
  - Der schwarze Löwe (ORF, Arte)
  - Fleisch (ProSieben)
  - Canzun Alpina – Stimmen des Herzens (SF)
  - Duell in der Nacht (ZDF)
  - Das Gelübde (WDR, Arte)
  - Don Quichote – Gib niemals auf! (Sat.1)
  - 12 heißt: Ich liebe dich (MDR)

#### 2009
- Hauptpreis: Haus und Kind (Arte, BR)
- Sonderpreise für darstellerische Leistung an Senta Berger und Lavinia Wilson in Frau Böhm sagt Nein (WDR)
- Sonderpreis für das Drehbuch an Till Endemann und Don Bohlinger für Flug in die Nacht – Das Unglück von Überlingen (SF, SWR)
- Jury: Klaudia Wick (Vorsitz), Katrin Bühlig, Aelrun Goette, Andrea Hohnen, Carsten Otte, Moritz Rinke
- Nominierte Filme:
  - Die Drachen besiegen (BR, NDR)
  - Ein Dorf schweigt (ZDF)
  - Ein halbes Leben (ORF, ZDF)
  - Gonger – Das Böse vergisst nie (ProSieben)
  - Haus und Kind (Arte, BR)
  - Mein Leben – Marcel Reich-Ranicki (Arte, WDR)
  - Mogadischu (SWR)
  - Romy (SWR, WDR, ORF, NDR)
  - Schatten der Gerechtigkeit (Sat.1)
  - Todsünde (ZDF)

#### 2010
- Hauptpreis: Frühling im Herbst (Schweizer Fernsehen)
- Sonderpreis an Ariela Bogenberger für das Drehbuch von In aller Stille (BR)
- Sonderpreis Schauspiel an Nina Kunzendorf für In aller Stille
- Jury: Michael Schmid-Ospach (Vorsitz), Rolf Bolwin, Martina Müller-Wallraff, Albert Ostermaier, Maria Schrader, Michael Verhoeven
- Nominierte Filme:
  - Der verlorene Vater (Arte, WDR; nominiert von den Mitgliedern der Akademie)
  - Kreutzer kommt! (ProSieben; nominiert vom Sender)
  - Live is Life – Die Spätzünder (ORF, SWR; nominiert vom ORF)
  - In aller Stille (BR; nominiert von den Mitgliedern der Akademie)
  - Kongo (ZDF; nominiert vom Sender)
  - Bis nichts mehr bleibt (SWR, ARD Degeto, NDR; nominiert von der ARD)
  - Frühlings Erwachen (ZDFtheaterkanal, Arte; nominiert von den Mitgliedern der Akademie)
  - Keine Angst (WDR; nominiert von den Mitgliedern der Akademie)
  - Fasten à la carte (ARD, Arte; nominiert von Arte)
  - Frühling im Herbst (Schweizer Fernsehen; nominiert vom Sender)
  - Schutzlos (ZDF; nominiert von den Mitgliedern der Akademie)
  - Küsse, Schüsse, Rindsrouladen (Sat.1, ORF; nominiert von Sat.1)

#### 2011
- Hauptpreis: Homevideo (NDR, BR, Arte)
- Sonderpreis für eine herausragende Komödie: Vater, unser Wille geschehe (SRF)
- Sonderpreis für eine herausragende Literaturverfilmung: Kasimir und Karoline (ZDFkultur, Arte)
- Sonderpreis für herausragende schauspielerische Leistung: Matthias Brandt in Polizeiruf 110: Denn sie wissen nicht, was sie tun (BR)
- Sonderpreis für eine innovative und stilbildende Kameraarbeit: Benedict Neuenfels für seine „seismographische Bildsprache“ in den Filmen Homevideo und Die fremde Familie
- Jury: Michael Schmid-Ospach (Vorsitz), Else Buschheuer, Martina Gedeck, Doris Metz, Albert Ostermaier, Noemi Schory
- Nominierte Filme:
  - Der verlorene Sohn (NDR; gewählt von den Mitgliedern der Akademie)
  - Die fremde Familie (BR; gewählt von den Mitgliedern der Akademie)
  - Die Hebamme – Auf Leben und Tod (ZDF, ORF; nominiert vom ZDF)
  - Die letzte Spur – Alexandrea, 17 Jahre (Sat.1, ORF; nominiert von Sat.1)
  - Die Mutprobe (ORF, MDR; nominiert vom ORF)
  - Es ist nicht vorbei (SWR, RBB; gewählt von den Mitgliedern der Akademie)
  - Homevideo (NDR, BR, Arte; nominiert von Arte)
  - Kasimir und Karoline (ZDFkultur, Arte; gewählt von den Mitgliedern der Akademie)
  - Neue Vahr Süd (WDR, RB; nominiert von der ARD)
  - Polizeiruf 110: Denn sie wissen nicht, was sie tun (BR; gewählt von den Mitgliedern der Akademie)
  - Unter Verdacht – Die elegante Lösung (ZDF; gewählt von den Mitgliedern der Akademie)
  - Vater, unser Wille geschehe (SF; nominiert vom Schweizer Fernsehen)

#### 2012
- Hauptpreis: Das Meer am Morgen (Arte, BR, NDR, SWR)
- Preis für eine herausragende darstellerische Leistung: Ulrich Noethen in Das unsichtbare Mädchen (ZDF/Arte)
- Preis für Regie: Stephan Wagner für Der Fall Jakob von Metzler (ZDF)
- Preis für das Drehbuch: Magnus Vattrodt für Liebesjahre (ZDF)
- Jury: Michael Schmid-Ospach (Vorsitz), Rolf Bolwin, Doris Metz, Diemut Roether, Natalia Wörner, Sönke Wortmann
- Nominierte Filme:
  - Das Ende einer Nacht (ZDF; nominiert vom ZDF)
  - Das Meer am Morgen (Arte, BR, NDR, SWR; nominiert von Arte)
  - Das unsichtbare Mädchen (ZDF, Arte; nominiert von den Mitgliedern der Akademie)
  - Das Wunder von Kärnten (ORF, ZDF; nominiert vom ORF)
  - Der Fall Jakob von Metzler (ZDF; nominiert von den Mitgliedern der Akademie)
  - Der letzte schöne Tag (WDR; nominiert von den Mitgliedern der Akademie)
  - Ein Jahr nach morgen (WDR, Arte; nominiert von den Mitgliedern der Akademie)
  - Hannah Mangold & Lucy Palm (Sat.1; nominiert von SAT.1)
  - Liebesjahre (ZDF; nominiert von den Mitgliedern der Akademie)
  - Nebelgrind (SRF; nominiert vom Schweizer Fernsehen)
  - Polizeiruf 110: Die Gurkenkönigin (RBB; nominiert von den Mitgliedern der Akademie)
  - Rommel (SWR, ARD Degeto, BR, ORF; nominiert von der ARD)

#### 2013
- Hauptpreis: Die Frau von früher (ZDFkultur, Arte)
- Darstellerpreis: Nadja Uhl für Operation Zucker (BR, WDR) und Ronald Zehrfeld für Mord in Eberswalde (ARD, WDR)
- Kamerapreis: Morten Søborg für Operation Zucker (BR, WDR)
- Jury: Torsten Körner (Vorsitz), Torsten C. Fischer, Julia Franck, Inka Friedrich, Barbara Sichtermann
- Nominierte Filme:
  - Im Alleingang – Elemente des Zweifels (Sat.1; nominiert von Sat.1)
  - Die Auslöschung (ORF, SWR; nominiert vom ORF)
  - Die Frau von früher (ZDFkultur, Arte; nominiert von den Mitgliedern der Akademie)
  - George (ARD, SWR, WDR, RBB, NDR, Arte; nominiert von den Mitgliedern der Akademie)
  - Kreutzer kommt … ins Krankenhaus (ProSieben; nominiert von ProSieben)
  - Kursverlust (SRF; nominiert vom SRF)
  - Mobbing (BR, SWR, Arte; nominiert von den Mitgliedern der Akademie)
  - Eine mörderische Entscheidung (NDR, Arte; nominiert von Arte)
  - Mord in Eberswalde (ARD, WDR; nominiert von den Mitgliedern der Akademie)
  - Operation Zucker (BR, WDR; nominiert von der ARD)
  - Tod einer Polizistin (ZDF; nominiert von den Mitgliedern der Akademie)
  - Und alle haben geschwiegen (ZDF; nominiert vom ZDF)

#### 2014
- Hauptpreis: Tatort: Im Schmerz geboren
- Darstellerpreis: Charly Hübner für Bornholmer Straße
- Sonderpreis Idee und Konzept: Jan Georg Schütte für Altersglühen – Speed Dating für Senioren
- Jury: Torsten Körner (Vorsitz), Dieter Anschlag, Ulrike Folkerts, Beate Langmaack, Christiane von Wahlert
- Nominierte Filme:
  - Altersglühen – Speed Dating für Senioren (WDR, NDR; nominiert von den Mitgliedern der Akademie)
  - Bornholmer Straße (MDR, ARD Degeto, RBB; nominiert von den Mitgliedern der Akademie)
  - Clara Immerwahr (SWR, ORF, ARD Degeto, MDR; nominiert von der ARD)
  - Das Attentat – Sarajevo 1914 (ORF, ZDF; nominiert vom ORF)
  - Der Rücktritt (SAT.1; nominiert von SAT.1)
  - Die Spiegel-Affäre (BR, ARD Degeto, WDR, Arte; nominiert von Arte)
  - Jeder Tag zählt (ZDF, Arte; nominiert vom ZDF)
  - Männertreu (HR; nominiert von den Mitgliedern der Akademie)
  - Spreewaldkrimi: Mörderische Hitze (ZDF; nominiert von der Festivalleitung)
  - Tatort: Im Schmerz geboren (HR; nominiert von den Mitgliedern der Akademie)
  - Ziellos (SRF; nominiert vom SRF)
  - Zwei allein (ZDF, Arte; nominiert von den Mitgliedern der Akademie)

#### 2015
- Hauptpreis: Meine Tochter Anne Frank[12]
- Darstellerpreis: Christiane Paul für Unterm Radar
- Sonderpreis für darstellerische Leistung: Barbara Auer und Matthias Brandt für Polizeiruf 110: Kreise
- Jury: Torsten Körner (Vorsitz), Bettina Böttinger, Thea Dorn, Isabel Kleefeld, Ulrich Matthes
- Nominierte Filme:
  - Bissige Hunde (Sixx; nominiert vom Sender)
  - Am Ende des Sommers (ORF, MDR; nominiert vom ORF)
  - Ein großer Aufbruch (ZDF; nominiert vom Sender)
  - Meine Tochter Anne Frank (HR, WDR, RBB; nominiert von den Mitgliedern der Akademie)
  - Meister des Todes (SWR, ARD Degeto/BR; nominiert von den Mitgliedern der Akademie)
  - Nackt unter Wölfen (MDR, ARD Degeto, WDR, SWR, BR; nominiert von der ARD)
  - Polizeiruf 110: Kreise (BR; nominiert von den Mitgliedern der Akademie)
  - Tag der Wahrheit (SWR, Arte, ARD Degeto, SRF; nominiert von Arte)
  - Unterm Radar (WDR, ARD Degeto; nominiert von den Mitgliedern der Akademie)
  - Die Ungehorsame (Sat.1; nominiert vom Sender)
  - Verdacht (SRF; nominiert vom Sender)
  - Das Zeugenhaus (ZDF; nominiert von den Mitgliedern der Akademie)

#### 2016
- Hauptpreis: Mitten in Deutschland: NSU. Die Täter – Heute ist nicht alle Tage[13]
- Sonderpreis für herausragende Darstellung: Jutta Hoffmann und Brigitte Hobmeier für Ein Teil von uns
- Sonderpreis Drehbuch: Esther Bernstorff für Ein Teil von uns
- Jury: Bettina Reitz (Vorsitz), Frank Baumbauer, Bettina Böttinger, Thea Dorn, Dimitrij Schaad
- Nominierte Filme:
  - Das Dorf des Schweigens (ZDF; nominiert von den Mitgliedern der Akademie)
  - Das weiße Kaninchen (SWR; nominiert von den Mitgliedern der Akademie)
  - Der verlorene Bruder (WDR, ARD Degeto, BR; nominiert von den Mitgliedern der Akademie)
  - Die Akte General (SWR, ARD Degeto, SR, BR; nominiert von den Mitgliedern der Akademie)
  - Ein Geheimnis im Dorf – Schwester und Bruder (ORF, ZDF; nominiert vom ORF)
  - Ein Teil von uns (BR; nominiert von den Mitgliedern der Akademie)
  - Lina (SRF; nominiert vom Sender)
  - Mitten in Deutschland: NSU. Die Täter – Heute ist nicht alle Tage (SWR, ARD Degeto, MDR; nominiert von der ARD)
  - Nacht der Angst (ZDF; nominiert vom Sender)
  - Tatort: Wer bin ich? (HR; nominiert von den Mitgliedern der Akademie)
  - Landkrimi: Wenn du wüsstest, wie schön es hier ist (Arte, ORF; nominiert von Arte)
  - Zwei Leben. Eine Hoffnung (ProSieben, Sat.1; nominiert von ProSieben/Sat.1)

#### 2017
- Hauptpreis: Zwiespalt
- Sonderpreis für herausragende Darstellung: Bibiana Beglau, Franziska Hartmann und Joachim Król für Über Barbarossaplatz[14]
- Sonderpreis Regie: Julia von Heinz für Katharina Luther
- Jury: Bettina Reitz (Vorsitz), Bettina Böttinger, Thea Dorn, Burghart Klaußner, Christian Schwochow
- Nominierte Filme:[15]
  - Atempause (MDR, SWR; nominiert von den Mitgliedern der Akademie)
  - Der mit dem Schlag (Arte, ZDF; nominiert von Arte)
  - Der Sohn (NDR; nominiert von den Mitgliedern der Akademie)
  - Ein Kommissar kehrt zurück (ZDF; nominiert vom ZDF)
  - Familienfest (ZDF, Arte; nominiert von den Mitgliedern der Akademie)
  - Für dich dreh ich die Zeit zurück (ORF, ARD Degeto; nominiert vom ORF)
  - Nackt. Das Netz vergisst nie. (ProSiebenSat.1; nominiert von ProSiebenSat.1)
  - Katharina Luther (MDR, ARD Degeto, BR, SWR; nominiert von der ARD)
  - So auf Erden (SWR; nominiert von den Mitgliedern der Akademie)
  - Über Barbarossaplatz (WDR; nominiert von den Mitgliedern der Akademie)
  - Zuckersand (BR, ARD Degeto, MDR; nominiert von den Mitgliedern der Akademie)
  - Zwiespalt (SRF; nominiert vom SRF)

#### 2018
- Hauptpreis: Fremder Feind[16][17]
- Sonderpreis für Regie: Dani Levy für Tatort: Die Musik stirbt zuletzt[18]
- Darstellerpreis: Elisa Schlott und Hassan Akkouch für Fremde Tochter[19]
- Lobende Erwähnung: Unterwerfung[20]
- Jury: Bettina Reitz (Vorsitz), Julia von Heinz, Sandra Kegel und Oliver Kienle, Michael Verhoeven[21]
- Nominierte Filme:[22]
  - Die Freibadclique (SWR, ARD Degeto, MDR, NDR, SR; nominiert von der ARD)
  - Ein Kind wird gesucht (ZDF, Arte; nominiert von Arte)
  - Fremder Feind (WDR; nominiert von den Mitgliedern der Akademie)
  - Fremde Tochter (SWR; nominiert von der Auswahlkommission der Akademie)
  - Kästner und der kleine Dienstag (ARD Degeto, WDR, ORF; nominiert von den Mitgliedern der Akademie)
  - Die Notlüge (ORF, SWR; nominiert vom ORF)
  - Saat des Terrors (SWR, ARD Degeto, BR, RBB, SR; nominiert von den Mitgliedern der Akademie)
  - Südstadt (ZDF; nominiert vom ZDF)
  - Tatort: Die Musik stirbt zuletzt (SRF; nominiert vom SRF)
  - Toulouse (HR; nominiert von der Auswahlkommission der Akademie)
  - Unterwerfung (RBB; nominiert von den Mitgliedern der Akademie)
  - Wir lieben das Leben (ZDF; nominiert von der Auswahlkommission der Akademie)

#### 2019
- Hauptpreis: Tatort: Für immer und dich[23]
- Sonderpreis für herausragende schauspielerische Leistungen: Karl Markovics für Das Wunder von Wörgl
- Sonderpreis für herausragende künstlerische Leistungen: Dietrich Brüggemann für Tatort: Murot und das Murmeltier
- Jury: Christiane von Wahlert (Vorsitz), Mehmet Akif Büyükatalay, Heike Hupertz, Leonhard Koppelmann, Simone Stewens
- Nominierte Filme:[24]
  - Bist du glücklich? (HR; nominiert von der Auswahlkommission der Akademie)
  - Das Wunder von Wörgl (ORF, BR, Arte, SRF, RAI Südtirol; nominiert vom ORF)
  - Ein ganz normaler Tag (Sat.1; nominiert vom Sender)
  - Hanne (Arte, NDR; nominiert von Arte)
  - Klassentreffen (WDR; nominiert von den Mitgliedern der Akademie)
  - Lotte am Bauhaus (MDR, ARD Degeto, SWR; nominiert von der ARD)
  - Play (BR, ARD Degeto; nominiert von der Auswahlkommission der Akademie)
  - Stumme Schreie (ZDF; nominiert vom Sender)
  - Tatort: Friss oder stirb (SRF; nominiert vom Sender)
  - Tatort: Für immer und dich (SWR; nominiert von den Mitgliedern der Akademie)
  - Tatort: Murot und das Murmeltier (HR; nominiert von den Mitgliedern der Akademie)
  - Tödliches Comeback (NDR; nominiert von der Auswahlkommission der Akademie)

#### 2020
- Hauptpreis: Sterne über uns (ZDF, Arte)[25]
- Sonderpreis für das herausragende Drehbuch: Gwendolyn Bellmann und Franziska Schlotterer für Totgeschwiegen[25]
- Sonderpreis für herausragende darstellerische Leistung: das Schauspielerensemble von Der König von Köln[25]
- Nominierte Filme:[26]
  - Amen Saleikum – Fröhliche Weihnachten (SRF)
  - Das letzte Problem (ORF, Arte)
  - Das Unwort (ZDF)
  - Der König von Köln (WDR)
  - Die Getriebenen (RBB, NDR)
  - Herren (BR, Arte)
  - Sterne über uns
  - Tatort: Lass den Mond am Himmel stehn (BR)
  - Totgeschwiegen (ZDF)
  - Vier Saiten (ORF)
  - Weil du mir gehörst (SWR)
  - 9 Tage wach (ProSieben)

#### 2021
- Hauptpreis: Polizeiruf 110: Bis Mitternacht[27]
- Sonderpreis für das herausragende Drehbuch: Ruth Toma für Ruhe! Hier stirbt Lothar[27]
- Sonderpreis für herausragende darstellerische Leistung: Rosalie Thomass für Jackpot[27]
- Nominierte Filme:[28]
  - An seiner Seite (ZDF, Arte)
  - Aus Haut und Knochen (Sat.1)
  - Bring mich nach Hause (ZDF)
  - Die unheimliche Leichtigkeit der Revolution (MDR, BR, ARD Degeto)
  - Eden für jeden (SRF)
  - Freunde (HR)
  - Geliefert (BR, Arte)
  - Jackpot (SWR)
  - Polizeiruf 110: Bis Mitternacht (BR)
  - Ruhe! Hier stirbt Lothar (WDR)
  - Sörensen hat Angst (NDR)
  - Waidmannsdank (ORF, ZDF)

#### 2022
- Hauptpreis: Vier[29][30]
- Sonderpreis für herausragende darstellerische Leistung
  - Meret Becker und Bella Dayne in Tatort: Das Mädchen, das allein nach Haus’ geht
  - Laurence Rupp und Manuel Rubey für Vier
- Deutscher Serienpreis: Der Pass (Staffel 2)
- Nominierte Filme:[31]
  - Am Ende der Worte (NDR)
  - Das Haus (NDR, RBB, Arte)
  - Der Rebell – Von Leimen nach Wimbledon (RTL+)
  - Die Wannseekonferenz (ZDF)
  - Honecker und der Pastor (ZDF, Arte)
  - Hyperland (ZDF Kleines Fernsehspiel)
  - Sugarlove (SWR)
  - Ramstein – Das durchstoßene Herz (SWR)
  - Tatort: Das Mädchen, das allein nach Haus’ geht (RBB)
  - Vier (ORF/ZDF)
- Nominierte Serien:
  - Das Begräbnis (ARD Degeto)
  - Der Pass (Staffel 2, Sky)
  - Eldorado KaDeWe – Jetzt ist unsere Zeit (ARD Degeto)
  - Faking Hitler (RTL)
  - Munich Games (Sky)

#### 2023
- Hauptpreis: Zwischen uns die Nacht[32]
- Sonderpreis für herausragende darstellerische Leistungen: Ensemble von Sörensen fängt Feuer
- Sonderpreis für herausragende Regie: Dominik Graf für Gesicht der Erinnerung
- Deutscher Serienpreis: Safe
- Nominierte Filme:[33]
  - Blutholz (ZDF, Arte)
  - Der Metzger traut sich (ServusTV)
  - Der neue Freund (SWR)
  - Gesicht der Erinnerung (SWR, ORF)
  - Kalt (WDR)
  - Laufen (ZDF)
  - Nichts, was uns passiert (WDR)
  - Polizeiruf 110: Paranoia (BR)
  - Sörensen fängt Feuer (NDR)
  - Zwischen uns die Nacht (ZDF)
- Nominierte Serien:
  - Babylon Berlin – Staffel 4 (Sky, ARD Degeto)
  - Luden – Könige der Reeperbahn (Prime Video)
  - Safe (ZDFneo)
  - Sam – Ein Sachse (Disney+)
  - Tender Hearts (Sky)

#### 2024
- Hauptpreis: Das Schweigen der Esel[34]
- Deutscher Serienpreis: Angemessen Angry
- Sonderpreis für herausragende darstellerische Leistungen: Peter Kurth, Peter Schneider und Sascha Nathan für Polizeiruf 110: Der Dicke liebt
- Sonderpreis für herausragende Regie: Gina Wenzel und Ingo Haeb für Eher fliegen hier UFOs
- Rolf-Hans Müller Preis für Filmmusik: Mirjam Skal für Tatort: Von Affen und Menschen
- Nominiert für den Fernsehfilmpreis der Deutschen Akademie der Darstellenden Künste:[35]
  - Das Schweigen der Esel (ORF, Arte)
  - Eher fliegen hier UFOs (WDR)
  - Ein Mann seiner Klasse (SWR, BR)
  - Ich bin! Margot Friedländer (ZDF)
  - Mein Falke (ARTE, NDR)
  - Polizeiruf 110: Der Dicke liebt (MDR)
  - Querschuss (BR, Arte)
  - Sie sagt. Er sagt. (ZDF)
  - Silber und das Buch der Träume (Prime Video)
  - Tatort: Von Affen und Menschen (SRF, ARD Degeto)
- Nominierte Serien:
  - Die Zweiflers (ARD Degeto, HR)
  - Angemessen Angry (RTL+)
  - Nackt über Berlin (SWR, Arte)
  - Der Upir (Joyn)
  - Zeit Verbrechen (RTL+)

## 3satPublikumspreis
Der undotierte 3satPublikumspreis wird seit 1996 im Rahmen des Fernsehfilm-Festivals Baden-Baden an einen am Wettbewerb teilnehmenden Filme vergeben, die von den Sendeanstalten oder der Deutschen Akademie der Darstellenden Künste nominiert wurden. Die Zuschauer des Fernsehprogramms 3sat, das die Filme während des Festivals ausstrahlt, können per Telefon (TED) und im Internet abstimmen. Der Preis geht an den Film, der die meisten Stimmen erhält.

### Preisträger
- 1996: Der Pakt – Wenn Kinder töten (Sat.1)
- 1997: Lamorte (ORF)
- 1998: Gegen Ende der Nacht (SWR)
- 1999: Die Musterknaben 2 (ZDF)
- 2000: Das Phantom (ProSieben)
- 2001: Der Verleger (NDR, WDR)
- 2002: Die Hoffnung stirbt zuletzt (NDR)
- 2003: Schwabenkinder (BR, SWR, ORF, SF)
- 2004: Experiment Bootcamp (ProSieben)
- 2005: Marias letzte Reise (BR)
- 2006: Meine verrückte türkische Hochzeit (ProSieben)
- 2007: Einsatz in Hamburg – Die letzte Prüfung (ZDF)
- 2008: Ihr könnt euch niemals sicher sein (WDR)
- 2009: Frau Böhm sagt Nein (WDR)
- 2010: Live is Life – Die Spätzünder (ORF, SWR)
- 2011: Homevideo (NDR, BR, Arte)
- 2012: Der letzte schöne Tag (WDR)
- 2013: Die Auslöschung (ORF, SWR)
- 2014: Tatort: Im Schmerz geboren (hr/Das Erste)[37]
- 2015: Die Ungehorsame (ProSiebenSat.1)[12]
- 2016: Ein Teil von uns (BR)
- 2017: Zuckersand (BR, ARD Degeto, MDR)[14]
- 2018: Kästner und der kleine Dienstag (ARD Degeto, WDR, ORF)
- 2019: Stumme Schreie (ZDF)[23]
- 2020: Weil du mir gehörst (SWR)[25]
- 2021: Sörensen hat Angst (NDR)[38]
- 2022: Die Wannseekonferenz (ZDF)
- 2023: Sörensen fängt Feuer (NDR)
- 2024: Ich bin! Margot Friedländer (ZDF)

## MFG-Star Baden-Baden
Der MFG-Star Baden-Baden ist eine Auszeichnung, die jährlich im Rahmen des Fernsehfilm-Festivals Baden-Baden von der MFG Medien- und Filmgesellschaft Baden-Württemberg an einen Nachwuchs-Regisseur verliehen wird. Eine Jury nominiert vier Erstlings- oder Zweitlingswerke von Filmregisseuren, die noch nicht im Fernsehen ausgestrahlt wurden. Nach der öffentlichen Vorführung der Filme auf dem Festival findet eine Diskussion mit den Regisseuren statt. Als Juror wird von der Festivalleitung und der Medien- und Filmgesellschaft Baden-Württemberg eine einzelne Person ausgewählt, die ihre Entscheidung in einer Laudatio begründet. Der Preisträger erhält eine von der MFG zur Verfügung gestellte Sonderleistung zur Weiterbildung, seit 2009 ein Stipendium für einen dreimonatigen Aufenthalt in der Villa Aurora in Los Angeles. Im Jahr 2000 wurde der Nachwuchspreis erstmals als MFG Shooting Star vergeben, seit 2001 als MFG-Star Baden-Baden.

### Preisträger

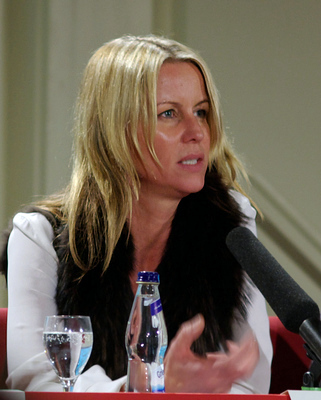
Aelrun Goette, Preisträgerin des MFG-Stars 2005, als Jury-Mitglied des Hauptwettbewerbs 2009

- 2000: Nicole Weegmann für Wolfsheim; Juror: Detlev Buck
- 2001: Maria Speth für In den Tag hinein; Jurorin: Esther Gronenborn[39]
- 2002: Ulrich Köhler für Bungalow; Juror: Andreas Dresen[40]
- 2003: Hans Steinbichler für Hierankl; Juror: Hendrik Handloegten[41]
- 2004: Katinka Feistl für Bin ich sexy?; Juror: Max Färberböck[42]
- 2005: Aelrun Goette für Unter dem Eis; Juror: Dennis Gansel
- 2006: Alain Gsponer für Das wahre Leben (Bummm!); Jurorin: Nina Grosse

- 2007: Bastian Günther für Autopiloten; Jurorin: Beate Langmaack
  - Außerdem nominiert:
    - Ingo Rasper für Reine Geschmacksache (SWR)
    - Robert Thalheim für Am Ende kommen Touristen (ZDF)
    - Jan-Christoph Glaser und Ingo Haeb für Neandertal (ZDF, Arte)

- 2008: Christian Schwochow für Novemberkind; Juror: Matthias Brandt
  - Außerdem nominiert:
    - Matthias Kiefersauer für Baching (BR)
    - Alejandro Cardenas-Amelio für Die Tränen meiner Mutter (ZDF)
    - Nana Neul für Mein Freund aus Faro (WDR)

- 2009: Marc Rensing für Parkour (SWR); Juror: Michael Verhoeven
  - Außerdem nominiert:
    - Sinan Akkuş für Evet, ich will! (RBB)
    - Susanne Schneider für Es kommt der Tag (SWR)
    - Ali Samadi Ahadi für Salami Aleikum (ZDF)

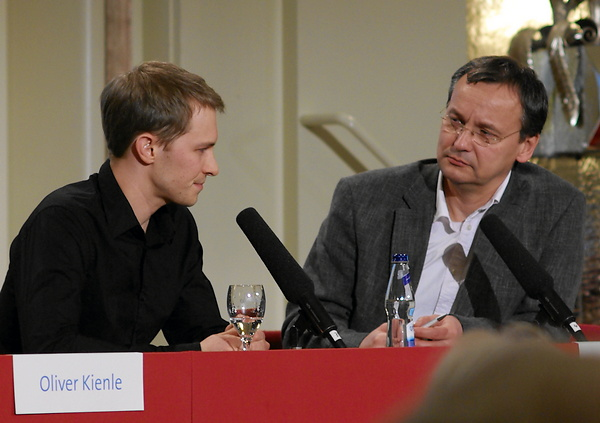
Oliver Kienle (links), Preisträger 2010, und Moderator Knut Elstermann bei der Vorstellung des Films Bis aufs Blut – Brüder auf Bewährung

- 2010: Oliver Kienle für Bis aufs Blut – Brüder auf Bewährung (SWR); Juror: Hans-Christoph Blumenberg
  - Außerdem nominiert:
    - Feo Aladağ für Die Fremde (WDR)
    - Lancelot von Naso für Waffenstillstand (ZDF)
    - Burhan Qurbani für Shahada (ZDF)

- 2011: David Wnendt für Kriegerin (ZDF); Juror Kai Wessel
  - Außerdem nominiert:
    - Florian Cossen für Das Lied in mir (BR, SWR)
    - Brigitte Maria Bertele für Der Brand (SWR)
    - Sophie Heldman für Satte Farben vor Schwarz (WDR)

- 2012: Leo Khasin für Kaddisch für einen Freund; Jurorin Vivian Naefe
  - Außerdem nominiert:
    - Toke Constantin Hebbeln für Wir wollten aufs Meer
    - Sabine Bernardi für Romeos
    - Lars-Gunnar Lotz für Schuld sind immer die anderen

- 2013: Axel Ranisch für Ich fühl mich Disco
  - Außerdem nominiert:
    - Stephan Lacant für Freier Fall
    - Aron Lehmann für Kohlhaas oder die Verhältnismäßigkeit der Mittel
    - Franziska Schlotterer für Ende der Schonzeit

- 2014: Philipp Leinemann für Wir waren Könige (ZDF, Arte); Jurorin: Ina Weisse
  - Außerdem nominiert:
    - Johannes Naber für Zeit der Kannibalen (WDR, Arte, BR)
    - Christina Schiewe für Be my Baby (ZDF)
    - Frederik Steiner für Und morgen Mittag bin ich tot (SWR, Arte)

- 2015: Marc Brummund für Freistatt (SWR/WDR/SR/NDR/Arte); Juror: Rosa von Praunheim[12]
  - Außerdem nominiert:
    - Sonja Heiss für Hedi Schneider steckt fest (ZDF/Arte)
    - Sebastian Ko für Wir Monster (WDR/Arte)
    - Thomas Stuber für Herbert (MDR/Arte/HR)

- 2016: Visar Morina für Babai (WDR); Juror: Matti Geschonneck
  - Außerdem nominiert:
    - Anne Zohra Berrached für 24 Wochen (ZDF)
    - Piotr J. Lewandowski für Jonathan (SWR, WDR, HR, Arte)
    - Florian Schnell für Offline – Das Leben ist kein Bonuslevel (SWR, Arte, BR)

- 2017: Ali Soozandeh für Teheran Tabu (ZDF/Arte);[43] Jurorin: Dorothee Schön
  - Außerdem nominiert:
    - Mia Spengler für Back for Good
    - Adrian Goiginger für Die beste aller Welten
    - Julia Keller für Jetzt.Nicht.

- 2018: Felix Hassenfratz für Verlorene;[17] Juror: Hans Steinbichler
  - Außerdem nominiert:
    - Isa Prahl für 1000 Arten Regen zu beschreiben
    - Jan Speckenbach für Freiheit
    - Eva Trobisch für Alles ist gut

- 2019: Nora Fingscheidt für Systemsprenger;[23] Jurorin: Hermine Huntgeburth[44]
  - Außerdem nominiert:
    - Annika Blendl und Leonie Stade für All I Never Wanted
    - Miriam Bliese für Die Einzelteile der Liebe
    - Sabrina Sarabi für Prélude

- 2020: Hossein Pourseifi für Morgen sind wir frei; Juror: Christian Schwochow
  - Außerdem nominiert:
    - Leonie Krippendorff für Kokon
    - Barbara Ott für Kids Run
    - Savaş Ceviz für Kopfplatzen

- 2021: Mia Maariel Meyer für Die Saat; Jurorin: Sherry Hormann
  - Außerdem nominiert:
    - Florian Dietrich für Toubab[45]
    - York-Fabian Raabe für Borga
    - Mareille Klein für Monday um Zehn

- 2022: Marina Prados und Paula Knüpling für Ladybitch; Juror: Sönke Wortmann
  - Außerdem nominiert:
    - David Preute für Rogue Trader (BR/ARD Debüt)
    - Lorenz Merz für Soul of a Beast (SRF)
    - Sophie Linnenbaum für The Ordinaries (ZDF – Das kleine Fernsehspiel)

- 2023: Milena Aboyan für Elaha (SWR/Arte); Jurorin: Caroline Link
  - Außerdem nominiert:
    - Max Gleschinski für Alaska (ZDF – Das kleine Fernsehspiel)
    - Birgit Möller für Franky Five Star (ZDF – Das kleine Fernsehspiel)
    - Christina Ebelt für Monster im Kopf (ZDF – Das kleine Fernsehspiel/Arte)

- 2024: Justine Bauer für Milch ins Feuer; Jurorin: Doris Dörrie
  - Außerdem nominiert:
    - Aaron Arens für Sonnenplätze (Arte, BR)
    - Narges Kalhor für Shahid (ZDF – Das kleine Fernsehspiel)
    - Eva Trobisch für Ivo (ZDF – Das kleine Fernsehspiel)

## Ehrenpreis der Deutschen Akademie der Darstellenden Künste (ehemals Hans Abich Preis)
Der undotierte Hans Abich Preis wurde erstmals auf dem Fernsehfilm-Festival seit 2004 für besondere Verdienste im Bereich Fernsehfilm vergeben. Er war nach dem 2003 verstorbenen Film- und Fernsehproduzenten, Medienmanager, langjährigen ARD-Programmdirektor und Mitgründer des Festivals Hans Abich benannt. Seit 2022 wird der Preis als Ehrenpreis der Deutschen Akademie der Darstellenden Künste vergeben.

### Preisträger
- 2004: Dominik Graf
- 2005: Heinrich Breloer
- 2006: Nico Hofmann
- 2007: Edgar Reitz
- 2008: Hans Janke
- 2009: Bettina Reitz
- 2010: Matti Geschonneck
- 2011: Senta Berger
- 2012: Klaus Doldinger
- 2013: Gabriela Sperl
- 2014: Liane Jessen
- 2015: Matthias Brandt[12]
- 2016: Günter Schütter
- 2017: An Dorthe Braker (Casting-Agentin)[46]
- 2018: Claudia Tronnier (Leiterin der ZDF-Redaktion Das kleine Fernsehspiel)[17]
- 2019: Julia von Heinz[47]
- 2020: Anke Greifeneder[48]
- 2021: Die Akademie für Darstellende Künste verleiht statt des Hans-Abich-Preises einen Ehrenpreis für herausragende Leistungen an die Produzenten Quirin Berg und Max Wiedemann, weil eine Recherche der Wochenzeitung Die Zeit zur juristischen Karriere Abichs in der NS-Zeit überprüft werden soll.[49]
- 2022: Aylin Tezel (erstmals als Ehrenpreis der Deutschen Akademie der Darstellenden Künste)[50][51]
- 2023: Schreibkombinat Kurt Klinke: Michael Proehl, Boris Dennulat, Michael Comtesse, Erol Yesilkaya, Stefanie Veith, Matthias Tuchmann (posthum)[52][53]
- 2024: Stefanie Groß (Debüt im Dritten), Burkhard Althoff (Kleines Fernsehspiel des ZDF)

## Filmpreis der Studierenden
Der Filmpreis der Studierenden wird von Studierenden deutscher Filmhochschulen unter den am Festival-Wettbewerb teilnehmenden Filmen vergeben.
- 2004: Hotte im Paradies
- 2007: Guten Morgen, Herr Grothe
- 2008: Ihr könnt euch niemals sicher sein
- 2009: Mogadischu
- 2010: Frühling im Herbst
- 2011: Homevideo
- 2012: Das Meer am Morgen
- 2013: Kreutzer kommt … ins Krankenhaus
- 2014: Tatort: Im Schmerz geboren
- 2015: Ein großer Aufbruch[12]
- 2016: Die Täter – Heute ist nicht alle Tage.[54] Lobende Erwähnung für Wenn du wüsstest, wie schön es hier ist.[55]
- 2017: Der Preis wurde nicht vergeben, weil „nicht ein einziger Film auch nur ein einziges Jurymitglied wirklich zu begeistern vermochte“.[14]
- 2018: Pia Hierzegger für das Drehbuch zu Die Notlüge[17]
- 2019: Tatort: Murot und das Murmeltier; lobende Erwähnung für Tatort: Für immer und dich[23]
- 2021: Anja Dihrberg für das Casting zu Jackpot[27]
- 2022: Sabine Weber (ORF) und Daniel Blum (ZDF) als Redaktion von Vier
- 2023: Zwischen uns die Nacht
- 2024: Camille Moltzen für Ein Mann seiner Klasse